# Покемон 3: Филмът
„Покемон 3: Филмът“ (на английски: Pokémon 3: The Movie: Entei – Spell of the Unown) (на японски: Pocket Monsters the Movie: Lord of the „UNKNOWN“ Tower (劇場版ポケットモンスター 結晶塔の帝王 ENTEI Gekijōban Poketto Monsutā Kesshōtō no Teiō, lit)) е японски анимационен филм от 2000, режисиран от Кунихико Юяма. Това е третият пълнометражен филм от поредицата Покемон.

## Дублажи
„Покемон 3: Филмът“ има синхронен дублаж в студио 2 на дублажно студио Александра Аудио по поръчка на Александра Видео през 2004 г. Екипът се състои от:
| Изпълнителен продуцент       | Васил Новаков |
| Превод и адаптация           | Веселина Пършорова |
| Текст и адаптация на песните | Десислава Софранова Цветомира Михайлова |
| Музикална режисура           | Десислава Софранова |
| Режисьор на дублажа          | Елена Саръиванова |
| Тонрежисьори                 | Екатерина Иванова Стамен Янев |
| Озвучаващи артисти           | Василка Сугарева Живка Донева Здрава Каменова Петя Абаджиева Иван Балсамаджиев Кирил Бояджиев Станислав Димитров Александър Воронов Стефан Сърчаджиев-Съра |
| Песните изпълняват           | Диана Младенова Тодор Георгиев |

През декември 2006 г. НТВ излъчи филма с български дублаж за телевизията. Екипът се състои от:
| Преводач           | Веселина Александрова                                                   |
| Редактор           | Яна Янева                                                               |
| Тонрежисьор        | Дора Маринова                                                           |
| Озвучаващи артисти | Елена Русалиева Даниела Горанова Ася Рачева Николай Николов Васил Бинев |